# Fåborg (Varde Kommune)
Fåborg ist ein dänischer Ort im südwestlichen Jütland. Er liegt im Kirchspiel Fåborg Sogn und gehört zur Varde Kommune, Region Syddanmark.
Fåborg hat 314 Einwohner (1. Januar 2023).